# Голозубів Володимир Васильович
Голозубів (Голозубов) Володимир (27 вересня 1925, Київ  — листопад 2000, Київ) — книжковий графік, художник-ілюстратор. 
Володимир Голозубов ілюстрував книжки для малюків. Зі свого дитинства багато хто пам'ятає лічилочку: «Два півники, два півники горох молотили. Дві курочки-чубарочки до млина носили. Цап меле, цап меле, коза насипає. А маленьке козенятко на скрипочку грає…». Пам'ятаємо казку про Івасика, про солом'яного бичка, про рукавичку. Мабуть, у багатьох є хоча б одна книжечка з цими казками і пісеньками, яку оформив цей художник. 

## Біографія
Народився Володимир Васильович Голозубов 1925 року в Києві. Тут вчився в художній школі. У роки Другої світової війни Володимир, ще дитиною, пішов на фронт, був сином полку, дійшов до Берліна. Після війни навчався в Київському художньому інституті на графічному факультеті. Закінчивши в 1958 році навчання, пов’язав свою творчість з дитячим видавництвом «Веселка». Тут до нього прийшов перший успіх, тут відчув насолоду від праці над дитячою книжкою. В. Голозубов — учасник і переможець багатьох республіканських, всесоюзних та міжнародних виставок, автор ілюстрацій до багатьох знакових дитячих книжок 70–90-х рр. минулого століття. У 1971 році за книжку «Два півники» Володимир Голозубов отримав премію «Золоте яблуко» — нагороду Міжнародної виставки дитячої ілюстрації в Братиславі, у 1977 році — бронзову медаль міжнародного конкурсу «Мистецтво книги» в Лейпцигу. Цьому визнанню його таланту передували роки наполегливої праці та пошук власної образотворчої мови.
Помер у листопаді 2000 року в Києві, похований на Північному цвинтарі.

## Творчість
Тематика книжок, оформлених В. В. Голозубовим, різноманітна. Він ілюстрував твори класиків української літератури і сучасних йому письменників П. Воронька, М. Стельмаха, Н. Забіли, книжки дитячих письменників інших народів. Але з особливим натхненням художник працював над ілюструванням українського фольклору — пісень, загадок, казок, прислів’їв та оповідок. Це, зокрема, книжки «Два півники», «Сорока-білобока», «Загадки», «Лисичка і журавель», «За горою золотою», «Рукавичка». У цих красивих книжечках звірі і птахи, зовсім як люди, живуть у біленьких хатиночках, мелють у млині зерно на борошно, печуть хліб, весело танцюють. Художник змальовує безліч властивих побуту людини деталей і розповідає читачу значно більше, ніж у казці. Це допомагає домислити події, про які йдеться, та уявити собі все якомога конкретніше. Малюнки Володимира Голозубова передають рух. Він так майстерно будує композицію кожного малюнка, що й справді складається враження руху, дії, наче у мультфільмі. У своїх ілюстраціях художник досягає щирої безпосередності, дитячої наївності та гумористичного забарвлення. За допомогою графічних засобів митець виховує у дітей повагу та любов до праці. Усі персонажі в його книжках — і основні і другорядні, чимось зайняті: вони завзято працюють, кудись поспішають, допомагають одне одному, вміють і відпочивати. Зображені художником тварини, пташки і комахи — «майстри на всі руки». Вони — за кермом трактора і комбайна, косять, молотять, рубають дрова, майструють, будують, шевцюють, готують їжу, печуть хліб. Ідея «Хто не працює, той не їсть», з проілюстрованої ним ще на початку творчого шляху народної пісеньки «Сорока-білобока», пронизує всі книжкові ілюстрації В. Голозубова. У малюнках художника простежується вплив народного мистецтва. Він використовує кольори, як у народній вишиванці або розписній кераміці: глечиках, тарілках, макітрах. Лінії малюнків у нього — це поєднання різномасштабних деталей, великих — з дрібними, сюжетних мотивів — з орнаментальними. Життєствердний, оптимістичний характер ілюстрацій митця, що також йде від народного мистецтва, приваблює і дорослих і дітей.
Художник Володимир Голозубов був невиправним фанатом книжкової дитячої ілюстрації, аскетичною у побуті людиною, улюбленцем творчого колективу, захоплювався йогою. А працював він в останні роки життя у видавництві «А-БА-БА-ГА-ЛА-МА-ГА».

## Нагороди
- 1950 - Закінчив Київську художню школу ім. Т. Шевченка.
- 1958 - Закінчив майстерню книжкової графіки Київського художнього інституту.
- 1971 - Премія «Золоте яблуко» на Міжнародному конкурсі БІБ у Братиславі.
- 1977 - Бронзова медаль міжнародного конкурсу "Мистецтво книги" за книжку "Два півники" (Німеччина, Ляйпциґ).
- 1997 - Перша премія на Всеукраїнському конкурсі "Художник і друкарство".

## Видання проілюстровані художником
- 1966 - Ярти-гулок: туркменська казка. Видавництво "Веселка".
- 1977 - Хоробре козеня. Видавництво "Веселка"
- 1968 - Сніжинки: вірші. Видавництво "Веселка".
- 1968 - Ведмідь-музикант. Видавництво "Веселка".
- 1970 - Сніжинки. Видавництво "Веселка".
- 1970 - Два півники. Видавництво "Веселка".
- 1970 - Сорока-білобока. Видавництво "Веселка".
- 1971 - Я тебе, вовчику, не боюся! українські народні пісеньки про звірят. Видавництво "Веселка".
- 1973 - Про двох цапків: казки. Видавництво "Веселка".
- 1974 - Стояла собі хатка: вірші. Видавництво "Веселка".
- 1975 - Рукавичка. Видавництво "Веселка".
- 1977 - Лисичка і журавель. Видавництво "Веселка".
- 1978 - Загадки. Видавництво "Веселка".
- 1978 - За горою золотою. Видавництво "Веселка".
- 1982 - Печу, печу хлібчик. Видавництво "Веселка".
- 1983 - Чарівна скринька: українські народні казки. Видавництво "Веселка".
- 1988 - Подоляночка. Видавництво "Веселка".
- 1997 - Рукавичка. Видавництво "А-БА-БА-ГА-ЛА-МА-ГА".
- 2004 - Два півника: українські народні пісеньки та казки. Видавництво "А-БА-БА-ГА-ЛА-МА-ГА".

## Про життя та творчість В. В. Голозубова
- Авраменко О. Талант любити дітей / О. Авраменко // Дванадцять місяців. 1985 : настіл. кн.-календар. — К., 1984. — С. 40–41.
- Коваленко О. Ілюстрована дитяча книга : читаємо, розглядаємо, спілкуємося / О. Коваленко // Почат. освіта. — 2006. — № 19. — С. 6–11.
- Саноцька Х. Майстер української дитячої книги / Х. Саноцька, І. Комяхова // Література. Діти. Час. 1976 : зб. літ.-крит. ст. про дит. л-ру / упорядкув. В. Я. Неділька. — К., 1976. — С. 169–174.
- Яремійчук О. Золоте яблуко таланту / О. Яремійчук // Два півники. — К., 2004. — С. 3–4.